# Andreas Žampa
Andreas Žampa (ur. 13 sierpnia 1993 w Kieżmarku) – słowacki narciarz alpejski, wicemistrz świata.

## Kariera
Po raz pierwszy na arenie międzynarodowej Andreas Žampa pojawił się 26 listopada 2008 roku w Livigno, gdzie w zawodach juniorskich w gigancie zajął 83. miejsce. W 2011 roku wystartował na mistrzostwach świata juniorów w Crans-Montana, gdzie jego najlepszym wynikiem było dwudzieste miejsce w kombinacji. Jeszcze trzykrotnie startował na imprezach tego cyklu, najlepszy wynik osiągając podczas mistrzostw świata juniorów w Quebecu, gdzie był dziewiąty w kombinacji. W zawodach Pucharu Świata zadebiutował 2 grudnia 2012 roku w Beaver Creek, gdzie nie ukończył pierwszego przejazdu giganta. Pierwsze pucharowe punkty wywalczył 22 stycznia 2016 roku w Kitzbühel, gdzie zajął 23. miejsce w kombinacji.
W 2014 roku wystartował na igrzyskach olimpijskich w Soczi, zajmując między innymi 32. miejsce w gigancie oraz 36. w supergigancie. W 2017 roku wspólnie z kolegami i koleżankami z reprezentacji zdobył srebrny medal w drużynie podczas mistrzostw świata w Sankt Moritz. Zajął też między innymi 29. miejsce w slalomie na mistrzostwach świata w Vail/Beaver Creek w 2015 roku.
Jego starszy brat, Adam Žampa, również został narciarzem.

## Osiągnięcia

### Igrzyska olimpijskie
| Miejsce | Dzień     | Rok  | Miejscowość | Konkurencja      | Czas biegu | Strata | Zwycięzca       |
| ------- | --------- | ---- | ----------- | ---------------- | ---------- | ------ | --------------- |
| 36.     | 16 lutego | 2014 | Soczi       | Supergigant      | 1:18,14    | +4,28  | Kjetil Jansrud  |
| 32.     | 19 lutego | 2014 | Soczi       | Gigant           | 2:45,29    | +6,33  | Ted Ligety      |
| DNF2    | 22 lutego | 2014 | Soczi       | Slalom           | 1:41,84    | -      | Mario Matt      |
| 39.     | 16 lutego | 2018 | Jeongseon   | Supergigant      | 1:24,44    | +4,45  | Matthias Mayer  |
| DNF2    | 18 lutego | 2018 | Pjongczang  | Gigant           | 2:18,04    | -      | Marcel Hirscher |
| 35.     | 22 lutego | 2018 | Pjongczang  | Slalom           | 1:38,99    | +14,59 | André Myhrer    |
| 9.      | 24 lutego | 2018 | Pjongczang  | Zawody drużynowe | –          | –      | Szwajcaria      |
| 16.     | 13 lutego | 2022 | Pekin       | Gigant           | 2:09,35    | +4,96  | Marco Odermatt  |
| DNF2    | 16 lutego | 2022 | Pekin       | Slalom           | 1:44,09    | -      | Clément Noël    |

### Mistrzostwa świata
| Miejsce | Dzień     | Rok  | Miejscowość       | Konkurencja       | Czas biegu | Strata | Zwycięzca            |
| ------- | --------- | ---- | ----------------- | ----------------- | ---------- | ------ | -------------------- |
| 82.     | 18 lutego | 2011 | Ga-Pa             | Gigant            | 2:10,56    | -      | Ted Ligety           |
| DNF1    | 15 lutego | 2013 | Schladming        | Gigant            | 2:28,92    | -      | Ted Ligety           |
| DNF2    | 17 lutego | 2013 | Schladming        | Slalom            | 1:51,03    | -      | Marcel Hirscher      |
| 41.     | 5 lutego  | 2015 | Vail/Beaver Creek | Supergigant       | 1:15,68    | +4,31  | Hannes Reichelt      |
| 41.     | 7 lutego  | 2015 | Vail/Beaver Creek | Zjazd             | 1:43,18    | +5,39  | Patrick Küng         |
| 39.     | 8 lutego  | 2015 | Vail/Beaver Creek | Superkombinacja   | 2:36,10    | +9,39  | Marcel Hirscher      |
| 32.     | 13 lutego | 2015 | Vail/Beaver Creek | Gigant            | 2:34,16    | +7,30  | Ted Ligety           |
| 29.     | 15 lutego | 2015 | Vail/Beaver Creek | Slalom            | 1:57,47    | +7,85  | Jean-Baptiste Grange |
| DNF     | 9 lutego  | 2017 | Sankt Moritz      | Supergigant       | 1:25,38    | -      | Erik Guay            |
| 40.     | 13 lutego | 2017 | Sankt Moritz      | Superkombinacja   | 2:26,33    | +9,26  | Luca Aerni           |
| 34.     | 17 lutego | 2017 | Sankt Moritz      | Gigant            | 2:13,31    | +6,62  | Marcel Hirscher      |
| 2.      | 14 lutego | 2017 | Sankt Moritz      | Drużynowo         | -          | -      | Francja              |
| DNF2    | 19 lutego | 2017 | Sankt Moritz      | Slalom            | 1:34,75    | -      | Marcel Hirscher      |
| DNF2    | 15 lutego | 2019 | Åre               | Gigant            | 2:20,24    | -      | Henrik Kristoffersen |
| DNQ     | 16 lutego | 2021 | Cortina d’Ampezzo | Gigant równoległy | -          | -      | Mathieu Faivre       |
| 20.     | 19 lutego | 2021 | Cortina d’Ampezzo | Gigant            | 2:05,86    | +5,77  | Mathieu Faivre       |

### Mistrzostwa świata juniorów
| Miejsce | Dzień       | Rok  | Miejscowość   | Konkurencja     | Czas biegu | Strata | Zwycięzca                |
| ------- | ----------- | ---- | ------------- | --------------- | ---------- | ------ | ------------------------ |
| 52.     | 30 stycznia | 2011 | Crans-Montana | Gigant          | 2:19,62    | +13,36 | Alexis Pinturault        |
| 45.     | 31 stycznia | 2011 | Crans-Montana | Slalom          | 1:28,54    | +13,59 | Reto Schmidiger          |
| 73.     | 3 lutego    | 2011 | Crans-Montana | Zjazd           | 1:37,34    | +7,11  | Boštjan Kline            |
| 20.     | 3 lutego    | 2011 | Crans-Montana | Kombinacja      | ?          | ?      | Reto Schmidiger          |
| 77.     | 4 lutego    | 2011 | Crans-Montana | Supergigant     | 1:22,44    | +7,53  | Boštjan Kline            |
| 40.     | 2 marca     | 2012 | Roccaraso     | Zjazd           | 1:11,99    | +4,89  | Ryan Cochran-Siegle      |
| 35.     | 3 marca     | 2012 | Roccaraso     | Supergigant     | 1:02,73    | +2,85  | Ralph Weber              |
| 42.     | 7 marca     | 2012 | Roccaraso     | Gigant          | 2:39,50    | +8,39  | Henrik Kristoffersen     |
| 26.     | 9 marca     | 2012 | Roccaraso     | Slalom          | 1:38,44    | +7,75  | Santeri Paloniemi        |
| 10.     | 9 marca     | 2012 | Roccaraso     | Kombinacja      | 31,49 pkt  | ?      | Ryan Cochran-Siegle      |
| 46.     | 22 lutego   | 2013 | Québec        | Zjazd           | 1:30,95    | +4,90  | Nils Mani                |
| 57.     | 24 lutego   | 2013 | Québec        | Supergigant     | 58,49      | +3,80  | Thomas Mayrpeter         |
| 39.     | 25 lutego   | 2013 | Québec        | Gigant          | 2:20,75    | +6,65  | Aleksander Aamodt Kilde  |
| 21.     | 26 lutego   | 2013 | Québec        | Slalom          | 1:59,40    | +7,70  | Manuel Feller            |
| 9.      | 26 lutego   | 2013 | Québec        | Kombinacja      | ?          | -      | Henrik Kristoffersen     |
| 36.     | 26 lutego   | 2014 | Jasná         | Superkombinacja | 2:21,69    | +4,77  | Matteo De Vettori        |
| 57.     | 26 lutego   | 2014 | Jasná         | Supergigant     | 1:30,63    | +3,72  | Marco Schwarz            |
| 59.     | 2 marca     | 2014 | Jasná         | Zjazd           | 1:17,31    | +2,88  | Adrian Smiseth Sejersted |
| 13.     | 4 marca     | 2014 | Jasná         | Gigant          | 2:03,14    | +3,95  | Henrik Kristoffersen     |
| 28.     | 5 marca     | 2014 | Jasná         | Slalom          | 1:37,21    | +8,66  | Henrik Kristoffersen     |

### Puchar Świata

#### Miejsca w klasyfikacji generalnej
- sezon 2015/2016: 142.
- sezon 2016/2017: 117.
- sezon 2017/2018: 122.
- sezon 2018/2019: 120.
- sezon 2020/2021: 135.
- sezon 2021/2022: 138.

#### Miejsca na podium
Jak dotąd Žampa nie stanął na podium zawodów PŚ.